# NGC 1513
NGC 1513 (również OCL 398) – gromada otwarta znajdująca się w gwiazdozbiorze Perseusza. Odkrył ją William Herschel 28 grudnia 1790 roku. Jest położona w odległości ok. 4,3 tys. lat świetlnych od Słońca.